# Oceana (Virginie-Occidentale)
Pour les articles homonymes, voir Oceana.
La ville d’Oceana est située dans le comté de Wyoming, dans l’État de Virginie-Occidentale, aux États-Unis. Sa population s’élevait à 1 394 habitants lors du recensement de 2010, estimée à 1 245 habitants en 2017.

## Histoire
Fondée en 1797 par le colon et le vétéran de la Guerre d'indépendance des États-Unis John Cooke, elle a été le siège du comté de Wyoming jusqu'en 1907, ou Pineville a été désignée comme nouveau siège après une série d’élections disputées.
Oceana et ses environs ont été le sujet du documentaire de 2013 Oxyana, faisant le portrait sombre d'une communauté affectée par la consommation de l'anti-douleur Oxycontin. Le film a été présenté la première fois au Festival du film de Tribeca,.

## Démographie
| Groupe            | Oceana | Virginie-Occidentale | États-Unis |
| ----------------- | ------ | -------------------- | ---------- |
| Blancs            | 97,5   | 93,9                 | 72,4       |
| Métis             | 1,7    | 1,5                  | 2,9        |
| Autres            | 0,4    | 1,1                  | 11,0       |
| Amérindiens       | 0,3    | 0,2                  | 0,9        |
| Noirs             | 0,2    | 3,4                  | 12,6       |
| Total             | 100    | 100                  | 100        |
|                   |        |                      |            |
| Latino-Américains | 0,9    | 1,2                  | 16,7       |

Selon l'American Community Survey, pour la période 2011-2015, 98,3 % de la population âgée de plus de 5 ans déclare parler l'anglais à la maison et 1,7 % déclare parler l'espagnol.